# ریخترس‌فلد

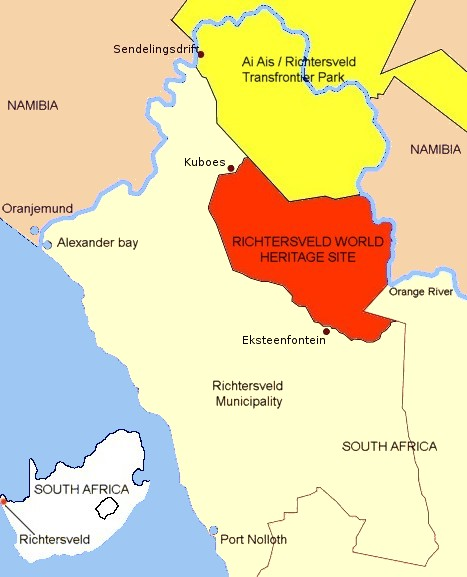

ریخترس‌فلد (به انگلیسی: Richtersveld) یک بیابان کوهستانی است که ویژگی آن داشتن یک ژرف دره و کوه‌های بلند است. این بیابان در گوشهٔ شمال غربی استان کیپ شمالی آفریقای جنوبی جای گرفته است. منظره‌های این بیابان گوناگون است، از زمین‌های ماسه‌ای و جلگه‌های پایاب گرفته تا کوه‌های نوک تیز با سنگ‌های آتشفشانی و سبزی رودخانه نارنجی که رود مرزی نامیبیا است دیده می‌شود. ارتفاع این ناحیه از سطح آزاد دریا تا ۱۳۷۷ متر در کورنلبرگ متغیر است.